# Charles Broche
Charles Broche, född 20 februari 1752 i Rouen, Frankrike, död 30 september 1803 i Rouen, Frankrike, var en fransk organist i Rouen.

## Biografi
Charles Broche föddes 1752 i Rouen. Han var elev till Giovanni Battista Martini i Bologna. Martini var nöjd med Broches framsteg i undervisningen och ordnade så att han blev ledamot av Filosofiska akademien i Bologna. Broche kom att arbeta som organist vid Katedralen i Rouen. Han avled 1803 i Rouen. Broche var lärare till François Adrien Boïeldieu.